# دلتنگ تو (ترانه کریس دی‌برگ)
«دلتنگ تو» (به انگلیسی: Missing You) تک‌آهنگی از کریس دی‌برگ است که در سال ۱۹۸۸ میلادی منتشر شد.